# Effie Gray
Pour l’article homonyme, voir Effie Gray (film).
Euphemia Chalmers Millais née Gray, connue sous les noms d’Effie Gray, Effie Gray Ruskin ou Effie Gray Millais (Perth, 7 mai 1828 - Perth, 23 décembre 1897) a été l'épouse du critique John Ruskin, mais ils se séparent sans que leur union ait été consommée et, après l'annulation de son mariage, elle épouse un protégé de Ruskin, le peintre préraphaélite John Everett Millais. Ce fameux triangle amoureux victorien a été mis en scène dans plusieurs pièces de théâtre et un opéra.

## Ses rapports avec Ruskin et Millais
Effie Gray naît à Perth, en Écosse, et vit à Bowerswell, la maison où le grand-père de Ruskin s'était suicidé. Sa famille connaît le père de Ruskin, qui les encourage à se lier l'un à l'autre. C'est pour elle, qui a alors douze ans, qu'en 1841 Ruskin écrit le roman fantastique Le roi du fleuve d'or. Après leur mariage en 1846, ils voyagent à Venise, où Ruskin fait des recherches pour son livre The Stones of Venice. Toutefois, leurs tempéraments différents causent bien vite des problèmes, du fait qu'elle est naturellement extravertie et aime plaire, et elle en vient à se sentir opprimée par la personnalité trop sérieuse de son mari.
Quand elle rencontre Millais, cinq ans plus tard, elle est encore vierge, du fait que Ruskin n'a cessé de repousser la consommation de leur mariage. Ses raisons ne sont pas claires, mais on devine du dégoût envers certains aspects du corps de son épouse. Comme elle l'écrit plus tard à son père,
« Il faisait valoir diverses raisons, sa haine pour les enfants, des motifs religieux, le désir de préserver ma beauté, et c'est cette année qu'il m'a dit au bout du compte sa véritable raison... c'est qu'il avait imaginé les femmes tout à fait différentes de ce qu'il a vu que j'étais, et s'il n'a pas fait de moi sa femme, c'est qu'il s'est senti dégoûté de ma personne le premier soir, le 10 avril. »
Ruskin l'a confirmé dans sa déclaration à son avocat au cours de la procédure en annulation. 

« On peut trouver étrange que j'aie pu m'abstenir d'une femme qui pour la plupart des gens était tellement attirante. Mais si son visage était beau, sa personne n'était pas formée pour exciter la passion. Au contraire, il y avait dans sa personne certaines choses, qui l'ont bien montré. »

On ne connaît pas les raisons de ce dégoût envers « certaines choses de sa personne ». Diverses suggestions ont été avancées, parmi lesquelles une répulsion soit pour ses poils pubiens soit pour le sang de ses règles. 

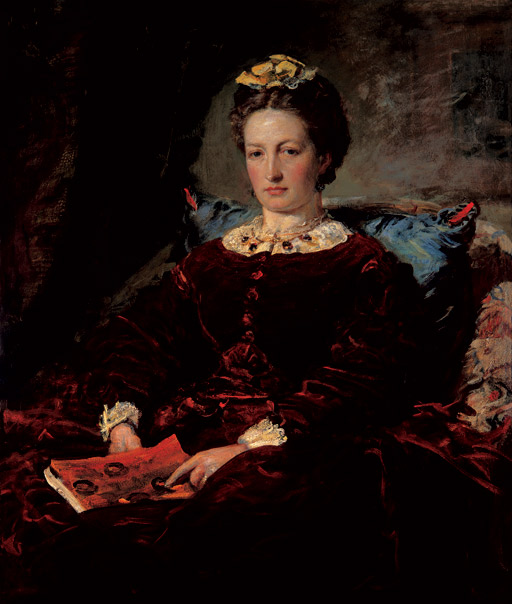
Effie Gray par John Everett Millais dans les années 1860.

Alors qu'elle était mariée à Ruskin, elle pose comme modèle pour une peinture de Millais L'Ordre de libération, dans laquelle elle est représentée comme l'épouse fidèle d'un rebelle écossais qui a obtenu que son mari soit libéré de prison. Elle devient par la suite une grande amie de Millais quand il accompagna le couple à l'occasion d'un voyage en Écosse afin de faire le portrait de Ruskin conformément aux principes artistiques de ce dernier. Pendant le temps, qu'ils passent à Brig o' Turk dans les Trossachs, ils tombent amoureux l'un de l'autre. Elle abandonne Ruskin et, avec le soutien de sa famille et d'un certain nombre d'amis influents, elle demande l'annulation de son mariage, ce qui provoque un énorme scandale, et leur union est annulée en 1854. En 1855, elle épouse John Millais à qui elle donne huit enfants, dont l'un est un artiste d'oiseaux et un paysagiste remarquable, John Guille Millais. Elle posa également pour un certain nombre de ses œuvres, notamment Peace Concluded (1856), qui l'idéalise comme une icône de la beauté et de la fécondité.
Lorsque par la suite, Ruskin cherche à se fiancer avec une jeune fille de moins de vingt ans, Rose la Touche, les parents de cette dernière s'inquiétent et écrivent à Effie Gray ; celle-ci répond en décrivant Ruskin comme un mari tyrannique et les fiançailles sont rompues.

## Influence sur Millais
Après son mariage, Millais commence à peindre dans un style plus libéré, ce que Ruskin condamne comme une « catastrophe ». Le mariage lui donne une grande famille qu'il faut nourrir et on prétend que c'est sa femme qui l'encourage à produire en série des œuvres qui plaisent au public pour gagner de l'argent et leur permettre de conserver leur statut social. Il n'existe toutefois aucune preuve qu'elle ait consciemment fait pression sur lui dans ce sens, même si elle s'occupe de façon efficace de la carrière de son mari et souvent collabore avec lui dans le choix des sujets. Son journal montre bien toute l'estime qu'elle a pour l'art de son époux, dont les œuvres sont encore marquées du style préraphaélite plusieurs années encore après son mariage.
Malgré tout, Millais finit par abandonner l'obsession préraphaélite pour le détail et se met à peindre dans un style plus libéré, réalisant ainsi plus de tableaux pour le même temps et les mêmes efforts. Beaucoup d'entre eux sont inspirés par sa vie de famille avec sa femme, et il se sert souvent comme modèles de ses enfants et de ses petits-enfants.

## Les dernières années
L'annulation de son mariage avec Ruskin fait déchoir Effie Gray de son rang social. Elle n’est plus admise en présence de la reine Victoria, et de ce fait n’est plus invitée aux événements où la reine est présente. Comme elle avait eu une vie sociale très active avant l'annulation, elle en souffre beaucoup. Finalement, alors que Millais est près de mourir, la reine retrouve un peu d'indulgence, ce qui permet à Gray d'assister à une cérémonie officielle. Quelques mois après la mort de son mari, elle meurt à son tour, à Bowerswell, le 23 décembre 1897 et est enterrée à Perth, au cimetière de Kinnoull, que Millais a représenté dans son tableau The Vale of Rest.

## Au théâtre, au cinéma et dans la littérature
Son mariage avec Ruskin et l'idylle qui a suivi avec Millais ont été traités en maintes occasions :
- The Love of John Ruskin (1912), film muet sur Ruskin, Effie Gray et Millais.
- The Love School (1975) une série de la BBC sur les Préraphaélites, avec dans rôles principaux Anne Kidd (Effie Gray), David Collings (Ruskin), Peter Egan (Millais)
- John Ruskin's Wife (1979) un roman sur leur relation par Eva McDonald.
- The Passion of John Ruskin (1994), court-métrage réalisé par Alex Chappel, avec dans les rôles principaux Mark McKinney (Ruskin), Neve Campbell (Effie Gray) et  Colette Stevenson (La voix d'Effie Gray).
- "Modern Painters" (opera) (1995) opéra sur Ruskin, Effie Gray et Millais.
- Parrots and Owls (1994) pièce radiophonique par John Purser au sujet des frères O'Shea dans laquelle Effie Gray apparaît en tant qu'amie de James O'Shea et où l'on discute de ses problèmes conjugaux.
- The Countess, (1995) pièce écrite par Gregory Murphy et centrée sur la rupture du mariage entre Ruskin et Effie Gray.
- The Order of Release (1998) pièce radiophonique par Robin Brooks sur Ruskin (Bob Peck), Effie Gray (Sharon Small) et Millais (David Tennant).
- The Woman Who Gave Birth to Rabbits (2002), collection d'histoire courtes par Emma Donoghue, l'une d'elles Come, Gentle Night a pour sujet la nuit de noces de Ruskin et d'Effie Gray.
- Mrs Ruskin (2003), pièce de Kim Morrissey sur la rupture du mariage et les relations difficiles d'Effie Gray avec la tyrannique mère de Ruskin.
- Desperate Romantics (2009), une série dramatique télévisée de la BBC en six parties sur les Préraphaélites. Le rôle d'Efie Gray est interprété par Zoe Tapper.
- Marriage of Inconvenience: John Ruskin and Euphemia Gray by Robert Brownell. Ed. Pallas Athene Arts, 2013
- Effie Gray, un film de Richard Laxton avec Dakota Fanning, Emma Thompson.

## Source
- (en) Cet article est partiellement ou en totalité issu de l’article de Wikipédia en anglais intitulé « Effie Gray » (voir la liste des auteurs).